# Kawasaki KLE500
La Kawasaki KLE 500 fue una motocicleta de doble propósito de peso ligero mediano producida por Kawasaki con un motor de un desplazamiento de 498 cm³, de 4 tiempos y 2 cilindros en línea transversal. Por ser una motocicleta de doble propósito, puede ser usada en caminos pavimentados y con poco pavimento. Puede ser usada para ir diario al trabajo o viajes cortos, ya que su asiento es muy angosto e incómodo y los frenos delanteros no muy confiables. El modelo fue introducido en 1991 y se produjo hasta 1998, un nuevo modelo con el mismo nombre y concepto fue fabricado de 2005-2007.

## Descripción
Tiene el cárter blindado para cuando se usa en caminos poco pavimentados.
Su protección aerodinámica se basa en un pequeño parabrisas que, dependiendo de la estatura del piloto, recibirá o no protección en la cara y parte superior del torso. La situación puede ser mejorada cambiando el parabrisas a uno de mayor tamaño, ya que hay accesorios originales y de terceros para los últimos modelos y también para el modelo Z1000, ya que las partes son compatibles en la mayoría de los casos. El asiento es lo suficientemente largo para que quepan el piloto y un pasajero. La moto tiene una gran parrilla de carga hasta atrás.
Los instrumentos del tablero incluyen velocímetro, odómetro, tacómetro, indicadores de luces de giro y altas. No tiene indicador de reserva de combustible, por lo que una válvula manual de paso de combustible de 2 vías y 3 posiciones, cumple la función de indicar que se está usando la reserva del combustible.
A partir del modelo de 2005, a todas las motocicletas no se les podía apagar la luz de bajas, de modo que la moto corre o funciona con al menos las luces bajas encendidas.

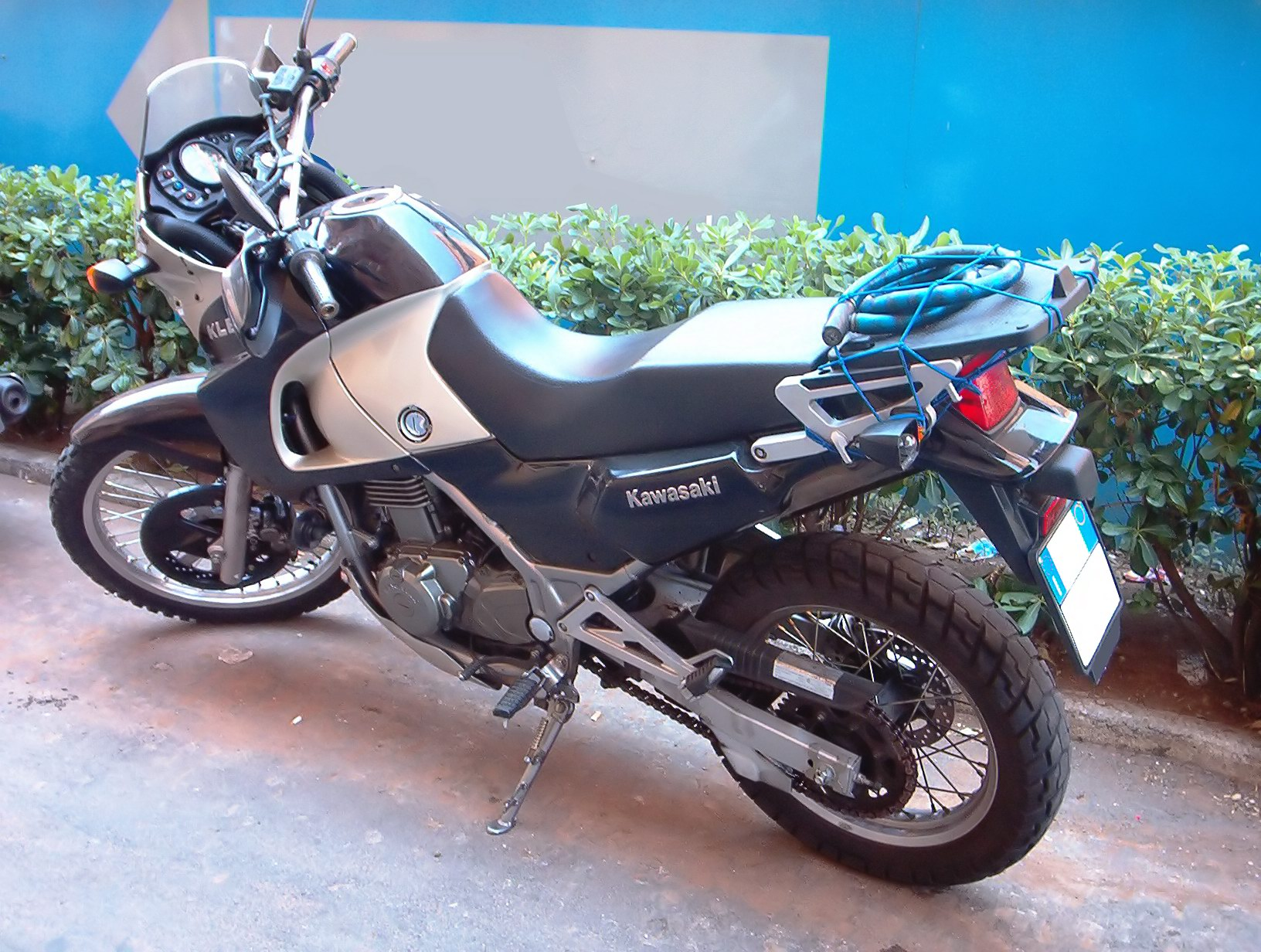
Kawasaki KLE 500, 2005 antes de la remodelación

## Modelo 2005
Los cambios en el modelo 2005 nacieron por la necesidad de actualizar los dispositivos anticontaminantes por las nuevas reglas europeas contra la contaminación Euro 2. El modelo de motocicleta anterior cumplía las reglas del sistema europeo anterior Euro 1.
Se hizo entonces una remodelación completa con compatibilidad completa para el parabrisas de la Kawasaki Z1000 y Kawasaki Z750. También cambiaron los indicadores de luces de giro y el panel de instrumentos. El carenado para el freno de disco también fue eliminado.